# Svinovací metr

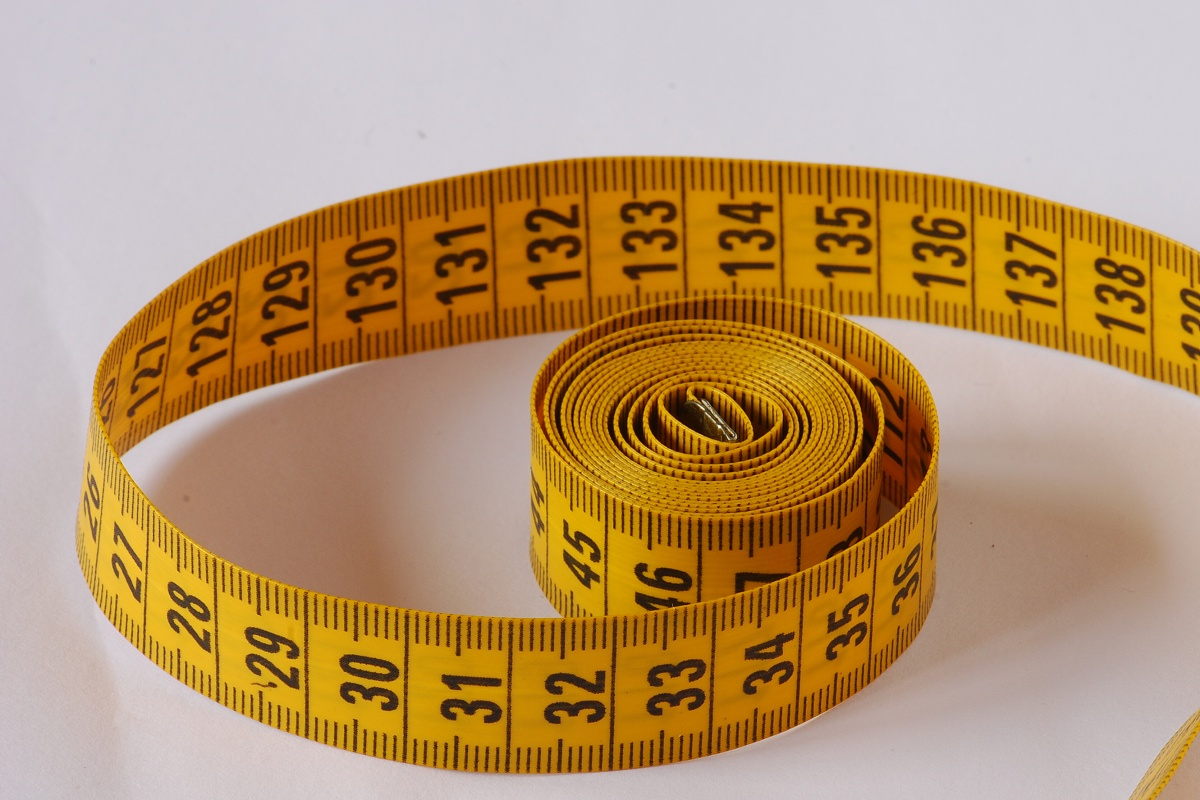
Krejčovský svinovací metr

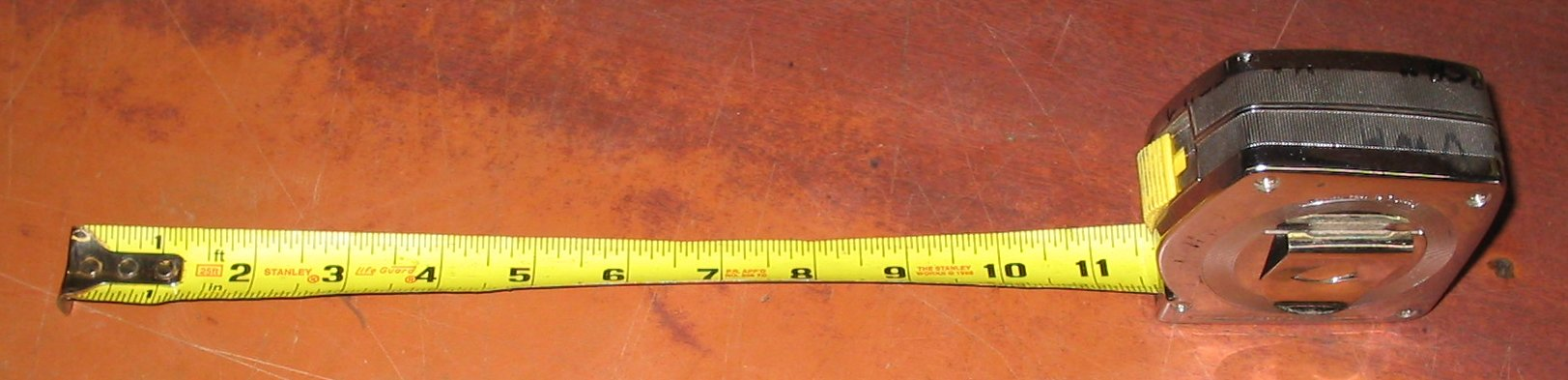
Samonavíjecí metr

Svinovací metr (k měření větších vzdáleností se nazývá pásmo) je nástroj na měření délky. Je to páska vyrobená z látky, plastu, skelných vláken nebo oceli. Na pásce je zpravidla oboustranně vyznačena stupnice v centimetrech s milimetrovými dílky, na níž se odečítá délka. Materiál, ze kterého je páska vyrobena, umožňuje metr stočit nebo svinout. Tímto způsobem se výrazně zjednoduší manipulace s nástrojem. Umožňuje měřit délku i na nerovných plochách nebo měřit vzdálenost za roh.

## Použití

### Krejčovství
Krejčovské metry se užívají při šití, pletení, háčkování atp. k měření tělesných proporcí, materiálu aj. Původně byly vyráběny z látky, později z plastu; dnes se vyrábějí ze skelných vláken, která se nepárají ani nenatahují. Krejčovské metry se svinovaly ručně, dnes se vyrábějí jak ručně svinovací, tak s navinovacím zařízením (tzv. samonavíjecí). Délka krejčovského metru bývá 150–200 cm, příp. 250 cm.

### Stavebnictví, konstrukce
Svinovací metry se často vyrábějí z ocelového pásku s navinovacím zařízením v transportní krabičce. Jednoduchá aretace umožňuje vysunout pásek na zvolenou délku a nechat jej vysunutý po celou dobu měření. Délka svinovacího metru bývá od 2 do 15 m, zpětné navíjení do pouzdra je provedeno pružinou.
Pásmo je určeno k měření větších vzdáleností, zpravidla nad 15 m. Měřicí pásek je vyroben z pevné pružné oceli. Zpětné navíjení pásma do pouzdra se provádí kličkou na těle krytu pásma.
Kontrolní měření rozpětí kolejí jeřábové dráhy v hale, např. o rozpětí 20 m: správné a přesné měření v případě, že není pásmo metru podloženo, je ovlivněno průhybem jeho vlastní vahou. V takovém případě je třeba pásmo napnout, při opakovaných měřeních stejnou silou. V opačném případě by vlivem různého průhybu byla naměřena jiná hodnota, ovlivněná lidským faktorem. Z tohoto důvodu je v takových případech pásmo napínáno mincířem, který umožňuje odečet tahové síly. Pro dané opakované měření se určí, že se bude měřit při tahové síle např. 10 kg. V takovém případě, při stejné síle a stejném měřicím prostředku (pásmo) bude opakované měření správné.

### Zeměměřictví
K měření středně velkých vzdáleností se používá pásmo, což je svinovací metr délky kolem 50 m.